# Eunice plessisi
Eunice plessisi är en ringmaskart som beskrevs av Rullier 1972. Eunice plessisi ingår i släktet Eunice och familjen Eunicidae. Inga underarter finns listade i Catalogue of Life.